# Phía trước là bầu trời
Phía trước là bầu trời là một bộ phim truyền hình được thực hiện bởi Trung tâm Phim truyền hình Việt Nam, Đài Truyền hình Việt Nam do Đỗ Thanh Hải làm đạo diễn. Phim phát sóng lần đầu trong chương trình Văn nghệ Chủ Nhật vào năm 2001 trên kênh VTV3.

## Nội dung
Phía trước là bầu trời xoay quanh Nguyệt (Hà Hương), Thương (Thu Nga) và Nhung (Kiều Anh) – ba cô gái tỉnh lẻ vừa tốt nghiệp đại học sống trong cùng một xóm trọ sinh viên. Tuy có cá tính khác nhau, ba cô gái lại sống chung một nhà. Hàng ngày, họ phải đối mặt với nỗi lo về cơm, áo, gạo, tiền. Các bộ hồ sơ xin việc và những buổi đi tìm việc thường chiếm hết thời gian của họ: Nhung đi làm tiếp thị Trà sau đó xin vào làm báo cho một tòa soạn, Thương làm nhiều công việc tạm bợ, từ gia sư đến phục vụ trong nhà hàng, còn Nguyệt cũng làm gia sư nhưng vì có người yêu đàng hoàng nên xin được việc tốt hơn tại 1 công ty phát hành sách. Trong khu trọ cũng có nhiều sinh viên, mỗi người một hoàn cảnh, một mảnh đời khác nhau như một xã hội thu nhỏ với đủ cảm xúc buồn vui...

## Diễn viên

### Diễn viên chính
- Hà Hương trong vai Nguyệt
- Thu Nga trong vai Thương
- Kiều Anh trong vai Nhung

### Diễn viên phụ
- Nguyễn Thành Vinh trong vai Nam
- Kiều Thanh trong vai Trà "Cave"
- Lê Văn Anh trong vai Vinh
- Hoàng Tuấn trong vai Quyết
- Vũ Diệu Thảo trong vai Thảo
- Trang Nhung trong vai Thúy
- Nguyễn Hoàng trong vai Nghĩa
- Mỹ Linh trong vai Bích
- Việt Linh trong vai Hòa
- Danh Sơn trong vai Hùng
- Hán Văn Tình trong vai Ông Toàn
- Xuân Thức trong vai Bà Hạc
- Hoàng Dũng trong vai Ông Quang
- Lim Yong Hoon trong vai Chang
- Trí Đức trong vai Nam Khánh
- Đức Thuận trong vai Sơn
- Diệp Bích trong vai Cô Nhàn
- Lan Minh trong vai Mẹ Quyết

Cùng một số diễn viên khác....

## Ca khúc trong phim
Bài hát trong phim là ca khúc "Lời chưa nói" do Xuân Phương sáng tác và Trần Thu Hà thể hiện.

## Sản xuất

### Phát triển
Sau thành công với bộ phim đầu tay Xin hãy tin em phát sóng năm 1997, cảm thấy tiếc nuối trước một vài góc nhìn chưa được truyền tải, đạo diễn Đỗ Thanh Hải đã quyết tâm thực hiện một tác phẩm nữa nói về đề tài sinh viên. Sau đó, ông đọc và chọn kịch bản của biên kịch Diệu Hương để đưa vào sản xuất, dù khi đó cô là một biên kịch mới ra trường và đây là kịch bản tốt nghiệp của cô, viết trong vòng ba năm. Trong một cuộc phỏng vấn, Đỗ Thanh Hải từng tiết lộ tác phẩm điện ảnh Vị đắng tình yêu là nguồn cảm hứng cho ông để làm nên Phía trước là bầu trời. Kịch bản phim đã được chỉnh sửa lại nhiều lần bởi cả đạo diễn lẫn các biên kịch khác trước khi chính thức đi vào quá trình sản xuất.

### Tuyển vai
Nhằm thể hiện được tinh thần của bộ phim, đạo diễn Đỗ Thanh Hải quyết định chọn các diễn viên nghiệp dư để vào vai. Thu Nga là diễn viên đầu tiên được tuyển vào vai chính trong phim. Đây là vai diễn thứ ba của cô sau hai bộ phim trước đó là Muôn nẻo đường đời và Con nhện xanh. Diễn viên Hà Hương cũng bất ngờ được đạo diễn nhắm vào vai chính, sau khi cùng Thu Nga đến buổi tuyển vai. Vì cả hai diễn viên chính trong phim đều đang là diễn viên múa, Đỗ Thanh Hải đã đưa nốt Kiều Anh, một diễn viên múa trường Văn nghệ Quân đội và trước đó chưa từng tham gia bộ phim nào, vào dàn diễn viên chính "cho đủ bộ".
Những vai diễn phụ khác trong phim được đạo diễn nhờ vợ của mình là Đặng Châu Anh, giảng viên công tác tại Học viện Âm nhạc Quốc gia Việt Nam, tìm các sinh viên trong trường để kêu gọi tham gia ứng tuyển. Thành Vinh, lúc đó là á quân cuộc thi Đường lên đỉnh Olympia mùa đầu tiên, đã được đạo diễn Đỗ Thanh Hải mời vào vai Nam; trước đó ông từng có dịp gặp mặt anh khi đang làm chương trình Gặp nhau cuối tuần. Đây là vai diễn đầu tiên và cũng là duy nhất của Thành Vinh. Diễn viên Văn Anh cũng được đạo diễn đưa vào đoàn phim dù không tham dự buổi tuyển vai và đã được tạo một vai riêng trong bộ phim. Riêng vai Trà "Cave" trong phim thì được giao cho diễn viên Kiều Thanh – khi đó đang học tại Trường Đại học Sân khấu - Điện ảnh Hà Nội – đảm nhận vì là vai diễn nặng về tâm lý. Diễn xuất của cô đã gây được sự ấn tượng ngay từ lúc mới tuyển vai đến khi bắt đầu ghi hình phim; thậm chí, Kiều Thanh còn truyền cảm hứng cho Đỗ Thanh Hải để mở rộng thêm các tuyến truyện phụ về nhân vật cô vào vai.

### Quay phim
Quá trình ghi hình hoàn thiện bộ phim phải mất đến một năm, dù thời lượng phim chỉ vỏn vẹn có 9 tập. Mỗi tập phim được ghi hình trong 9 ngày và thời gian để xử lý phần tiền kỳ và hậu kỳ mỗi khâu dài ba tháng vì điều kiện kỹ thuật nghèo nàn khi đó. Bối cảnh chính của phim được chọn quay tại một xóm trọ ở dãy phố Chính Kinh, phường Nhân Chính, quận Thanh Xuân, thành phố Hà Nội. Tuy nhiên, đoàn phim đã phải trồng thêm cây và xây bể nước trong sân khu trọ để phù hợp với yêu cầu về bối cảnh phim. Dù ban đầu đoàn phim rất được người dân sống xung quanh chào đón, tuy nhiên việc ghi hình trong thời gian dài và có những cảnh quay đến tối khuya đã làm đảo lộn giờ giấc sinh hoạt của nhiều người và khiến họ khó chịu. Thậm chí, tại một cảnh quay vào buổi tối, trong đó nhân vật bà chủ nhà (do Xuân Thức thủ vai) đi vào "chửi" những sinh viên ở khu trọ vì làm mất trật tự khu phố, những người sống xung quanh đã tưởng có người đang "chửi" đoàn phim nên hùa vào mắng theo.

## Đón nhận
Ngay từ lần đầu phát sóng trong chương trình Văn nghệ Chủ Nhật vào năm 2001, Phía trước là bầu trời đã "gây sốt" trong người xem và được chiếu lại trên truyền hình nhiều lần sau đó, trở thành ký ức của khán giả thế hệ 8X, 9X. Đây đồng thời là một bộ phim kinh điển của đạo diễn Đỗ Thanh Hải nói về đề tài sinh viên. Các trích đoạn tác phẩm vẫn nhận được sự yêu thích từ công chúng suốt nhiều năm sau khi phát sóng vì tính chân thực và thời sự của nó khi nói về sinh viên, giới trẻ. Những video diễn lại các cảnh trong phim bởi cư dân mạng đã được đăng tải trên mạng và thu hút hàng triệu lượt xem. Cụm từ tiếng lóng "phanh xích lô" phổ biến trong giới trẻ cũng được cho là bắt nguồn từ một phân cảnh của bộ phim.
Tác phẩm đã tạo nên tên tuổi cho các diễn viên tham gia. Không chỉ đưa danh tiếng Kiều Anh đến gần hơn với người xem, vai diễn của Kiều Thanh trong phim còn giúp cô trở nên nổi tiếng và được đông đảo khán giả biết đến, đồng thời được nhiều đạo diễn mời vào những vai diễn tương tự sau đó. Nhân vật của Hán Văn Tình trong phim cũng trở thành vai diễn để đời của ông. Thời điểm mới lên sóng, nhân vật mà diễn viên Hà Hương vào vai là có nhiều người xem phim ghét nhất: cô đã bị dọa đánh ở ngoài đời và bị họ hàng trách móc vì đảm nhận vai diễn này. Tuy nhiên vào đầu tháng 5 năm 2018, các trích đoạn của nhân vật Nguyệt do cô hóa vai đã lan truyền trên Internet và giúp cho bộ phim nổi tiếng trở lại; cô đã được khán giả đặt biệt danh là "Nguyệt thảo mai" hay "Nguyệt thả thính" vì tính cách nhân vật trong phim. Một quán chè ở phường Thành Công mà đoàn phim từng đến ghi hình cảnh nhân vật Nguyệt ghé ăn sau sự nổi tiếng này được ghi nhận có doanh thu tăng đột biến và quán đã thêm món "Chè chị Nguyệt" vào trong thực đơn. Câu thoại của nhân vật trong phim "Em làm gì đã có người yêu, em còn đang sợ ế đây này" cũng là câu cửa miệng thịnh hành suốt một thời gian dài và được đưa vào lời nhạc bài "Để Mị nói cho mà nghe" của Hoàng Thùy Linh. Sau lần nổi tiếng bất ngờ trên, Hà Hương mới quyết định trở lại với nghiệp diễn.
Nhờ việc phim trở nên nổi tiếng một lần nữa, đoàn phim và bản thân Đỗ Thanh Hải đã được yêu cầu thực hiện phần 2 của bộ phim. Tuy nhiên, thay vì làm phần tiếp theo, đạo diễn Đỗ Thanh Hải quyết định sản xuất một phim ngắn ngoại truyện có tên Phía trước là cả một đời phán xử, trên cơ sở gộp ba tác phẩm truyền hình ăn khách từ quá khứ tới hiện tại lần lượt là Phía trước là bầu trời, Cả một đời ân oán và Người phán xử. Phần phim, với thời lượng dài 9 phút, đã phát hành trên VTV Giải trí vào ngày 11 tháng 5 năm 2018 và "gây sốt" trên mạng xã hội. Các tập đầy đủ của bộ phim sau đó cũng được đăng tải đầy đủ trên ứng dụng.

## Giải thưởng
| Năm  | Giải thưởng         | Hạng mục                | (Người) đề cử | Kết quả       | Tham khảo |
| ---- | ------------------- | ----------------------- | ------------- | ------------- | --------- |
| 2003 | Giải Cánh diều 2002 | Phim truyện truyền hình | —             | Cánh diều bạc | [ 31 ]    |